# Centre UNESCO de Catalunya
CATESCO (abans Centre UNESCO de Catalunya) és una institució creada l'any 1984 com a referent de la UNESCO a Catalunya, per difondre i promoure els ideals i valors d'aquesta organització del sistema de les Nacions Unides i fer presents la llengua i la cultura catalana a la UNESCO. i Amb l'impuls de les entitats fundadores i del seu equip, el Centre UNESCO de Catalunya va créixer fins a convertir-se en un nou model internacional d'entitats amb relacions oficials amb la UNESCO. L'experiència catalana ha estat observada i imitada a molts països per la seva capacitat de desenvolupar, amb iniciativa compartida entre París i Barcelona, alguns programes de la UNESCO.
L'impacte de la crisi econòmica del 2008-12 va dur a què s'anunciés el cessament de la seva activitat l'any 2012. Després d'un període de redimensionament, el Centre UNESCO de Catalunya i les entitats que el componen van reprendre el 2014 la tasca de promoure a la societat catalana els principis i valors de la UNESCO en els àmbits que li són propis com l'educació, la ciència, la cultura, el desenvolupament sostenible, la democràcia, els drets humans, la llibertat d'expressió i comunicació, la ciutadania global, el diàleg i la pau. Per dur a terme aquesta tasca, el Centre UNESCO de Catalunya manté relacions oficials amb la UNESCO i té estatut consultiu davant del Consell Econòmic i Social de Nacions Unides (ECOSOC) i està adscrita al Departament Comunicació Global de Nacions Unides. La junta està formada per la Fundació Jaume Bofill, la FemCAT, l'Institut d'Estudis Catalans i Òmnium Cultural.
La institució va ser fundada amb el nom “Centre UNESCO de Catalunya”, i també va emprar el nom UNESCOCAT; però com a conseqüència del Marc normatiu referent a les associacions i els clubs UNESCO adoptat per la 39a Conferència General de la UNESCO el 2017, en què s'extingeix la figura dels “centres per a la UNESCO”, el 2019 l'associació va decidir deixar de formar part del col·lectiu d'associacions, centres i clubs UNESCO i va adoptar el nom CATESCO (Organització Catalunya per a l'Educació, la Ciència i la Cultura), mantenint els seus principis, objectius i vincles institucionals. Una de les seves accions principals, a l'entorn de l'Agenda 2030 de Nacions Unides i els seus Objectius de Desenvolupament Sostenible, ha estat l'impuls de l'aliança Escola Nova 21 per un sistema educatiu avançat, involucrant mig miler d'escoles i instituts, i posteriorment la demanda d'un Pla a llarg termini per transformar el sistema educatiu.